# Juan Mina
Juan Mina es uno de los dos centros poblados del distrito colombiano de Barranquilla. Está ubicado a 5 km al suroccidente en la localidad de Sur Occidente, sobre la carretera del Algodón o prolongación de la carrera 38. Se encuentra en una estratégica zona en la que se construyó la nueva zona franca La Cayena.

## Historia
Dos caballerías de tierra ubicadas en los terrenos donde se ubica Juan Mina fueron cedidos legalmente a Juan de la Hoz de Mequejo (referido por otros historiadores como Juan NN) en junio de 1608. El centro poblado tuvo un desarrollo muy leve hasta 2008, cuando se construyó la zona franca La Cayena y se industrializó el sector. 

## Geografía
Situado a 5 km de Barranquilla, queda en un bajo formado entre la sierra de Barranquilla y los cerros de Aguaviva, Pan de Azúcar, Pital, Tubará y Guaimaral en los terrenos de Mequejo. Dista 10 km de la bahía de Sabanilla. En predios de Juan Mina se encuentran el asentamiento de Pinar del Río y las veredas de San José, El Salitral, Tamarindo y San Martín.

## Demografía
En 2006, Juan Mina contaba con 8.375 habitantes.El centro poblado Juan Mina es de estrato 1 en su mayoría. El 70% de la población es nacida en el sector. Durante los años 2000, se asentaron pequeñas comunidades de desplazados.

## Economía
Los habitantes de Juan Mina se dedican a la ganadería, al procesamiento de lácteos, a la agricultura y a la producción de carbón. En 2008, se construyó en Juan Mina la nueva zona franca La Cayena, dedicada exclusivamente al sector de la construcción. La Cayena posee un área de 112,5 hectáreas en la primera etapa, en la que se invirtieron 50 millones de dólares. Es la primera Zona Franca Permanente Multiempresarial aprobada por la Dirección de Impuestos y Aduanas Nacionales bajo el nuevo régimen de estas entidades. Durante su construcción se generaron 400 empleos directos y 200 indirectos, y en la operación generará 500 empleos directos. La segunda se construirá en otras 75 hectáreas más. 
La Cayena cuenta con una represa de 90 000 metros cúbicos, una planta de tratamiento de aguas residuales para aguas servidas, un colector de aguas lluvias con canales para manejar aguaceros de máxima intensidad y capacidad hasta 130 metros cúbicos por segundo, un tanque de almacenamiento de 6.000 metros cúbicos, así como zonas verdes y vías de doble calzada.
Esta nueva ciudadela industrial está a 24 kilómetros del puerto de Barranquilla y a 18 kilómetros del puerto de aguas profundas en Bocas de Ceniza. Cuenta además con acceso directo a Santa Marta y a Cartagena de Indias.

## Infraestructura
Salud
Juan Mina cuenta con un Punto de Atención de categoría B, donde la comunidad cuenta con una sala de urgencias las 24 horas, atención de partos de bajo riesgo, sala de procedimientos menores, traslado de pacientes a la atención básica, servicios de apoyo en nutrición, psicología y terapia respiratoria.
Agua
El centro poblado cuenta con un acueducto inaugurado en 2006. Para llevar directamente el agua desde Barranquilla a Juan Mina fueron instalados 7.428 metros de tubería en hierro dúctil con un diámetro de 300 milímetros. Adicionalmente, se instalaron 1.500 metros de tubería de 110 milímetros para dar agua a los sectores de la Esperanza y la Ladrillera y al casco urbano que no tenía redes. La gerencia del proyecto estuvo a cargo del Fonade, mientras que la interventoría correspondió a Triple A.
Con la instalación del acueducto esta población supera las dificultades de insalubridad, disminución de la fuerza laboral, ausentismo escolar, enfermedades y otra serie de situaciones que padecían desde hace décadas los residentes del centro poblado. Anteriormente la comunidad de Juan Mina tenía la necesidad de mantener agua almacenada ya que el servicio era prestado cada dos días.
Alcantarillado
Actualmente cuenta con alcantarillado, logro alcanzado por la presión de la comunidad y las solicitudes jurídicas de acciones populares concedidas por la administración actual, creando una expectativa adicional de desarrollo y mejora en la calidad de vida de sus habitantes. 
Educación
En materia de educación, Juan Mina cuenta con el Instituto Distrital Pinar del Río y los Centros de Educación Básica 170 y 176 con alianzas formativas SENA y CFT Gente Estratégica. 
Vías/Calles
El 75% de sus calles se encuentra pavimentada y en buen estado. La vía 11 que conecta con la avenida circunvalar se encuentra en perfecto estado. 
Transporte
Hacia Juan Mina existe el sistema de transporte público colectivo directo y el transporte público intermunicipal que se realiza entre Barranquilla y los municipios del noroccidente del departamento del Atlántico.
En cuanto a la comunicación entre la cabecera y las veredas, existen algunas vías carreteables, pero en su mayoría la comunicación se efectúa a través de caminos de herradura.

## Cultura
Juan Mina celebra el 16 de julio las fiestas de Nuestra Señora del Carmen.